# Will Bratt
William "Will" Bratt, född 13 april 1988 i Banbury i England, är en brittisk racerförare.

## Racingkarriär
Bratt körde T Cars 2003 och 2004. 2004 blev han mästare i det, började köra i Formel Renault 2.0 UK Winter Series och sedan också Formula Renault 2.0 UK, där han under tre år som bäst nådde en total tredjeplats, 2007, totalt. Det året blev också hans sista i Formula Renault 2.0 UK. 2007 körde han även i Formula Palmer Audi Winter Trophy, där han slutade som tvåa totalt. 2008 satsade Bratt på det spanska F3-mästerskapet, där han slutade på en sjätteplats. Han genomförde hösten 2008 ett lyckat test med David Price Racing i GP2 Series, med det blev inget kontrakt för honom till säsongen 2009. Istället blev han mästare i Euroseries 3000 och fick en fribiljett till GP2 Asia Series för säsongen 2009/2010. Det blev dessvärre inga poäng för honom där. 2010 tog Bratt klivet till FIA Formula Two Championship och slutade på femte plats totalt. Han fortsätter i samma mästerskap även 2011.